# 利辛加區
13°19′S 35°14′E / 13.317°S 35.233°E

利辛加區（葡萄牙語：Lichinga），是莫桑比克的行政區，位於該國西北部，由尼亞薩省負責管轄，首府設於利欣加，面積8,075平方公里，2007年人口62,802，人口密度每平方公里7.8人。